# Markus Gastpar
Markus Gastpar (* 17. Juni 1941 in Rheinfelden, Schweiz) ist ein Schweizer Psychiater und ehemaliger Lehrstuhlinhaber für Psychiatrie an der Universität Duisburg-Essen.

## Leben
Markus Gastpar machte 1961 das Abitur am Humanistischen Gymnasium in Basel. Er studierte von 1961 an Medizin an der Universität Basel und machte dort 1967 sein Examen. Danach war er zuerst Assistent am Anatomischen Institut der Universität Basel. 1968 wurde er Assistenzarzt an der Psychiatrischen Universitätsklinik Basel. Im Jahr 1970 promovierte er mit der Arbeit Arzt und Heilkunde bei Platon. Zwischen 1971 und 1974 baute Gastpar die Drogenberatungsstelle für Jugendliche in Basel auf. 1974 ging er für einen Forschungsaufenthalt an die State University of New York. 1975 wurde er Oberarzt und Leiter der Depressionsforschung an der Psychiatrischen Universitätsklinik Basel.
Bei der Weltgesundheitsorganisation (WHO) in Genf war Gastpar von 1976 bis 1986 Berater für Studien in der biologischen Psychiatrie („temporary advisor of collaborative studies on biological psychiatry“). Im Jahr 1980 erhielt er die Lehrbefugnis für Psychiatrie an der Universität Basel. Ab 1981 war er Leitender Arzt der Psychiatrischen Universitätsklinik Basel.
Von 1987 bis 2006 war Gastpar der Direktor der Klinik für Psychiatrie und Psychotherapie an der Rheinischen Landes- und Hochschulklinik Essen des Landschaftsverbands Rheinland (im Verlauf umbenannt in LVR-Klinikum Essen). Zugleich war er ordentlicher Professor für Psychiatrie an der medizinischen Fakultät der Gesamthochschule Essen, nach Fusion Universität Duisburg-Essen. Er vertrat frühzeitig die Einführung von Methadon zur Substitutionstherapie Opioidabhängiger in Deutschland und war wissenschaftlicher Leiter des psychiatrischen Teils im 1988 gestarteten ersten Methadon-Erprobungsvorhaben in Deutschland.
Markus Gastpar war unter anderem von 1991 bis 1995 Vorsitzender der Arbeitsgemeinschaft für Neuropsychopharmakologie und Pharmakopsychiatrie (AGNP), 1997 bis 1999 Präsident der Deutschen Gesellschaft für Psychiatrie, Psychotherapie und Nervenheilkunde (DGPPN) und Vorsitzender des Komitees „Leitlinien substanzbezogene Störungen“ der AWMF. Er unterstützte die Verwendung von Johanniskrautextrakt bei der Behandlung der Depression.
Nach seiner Emeritierung 2006 wurde Markus Gastpar leitender Arzt der Fliedner-Klinik in Berlin. Er war an der Weiterentwicklung der Ambulanz und Tagesklinik für psychologische Medizin am Gendarmenmarkt beteiligt, wo er auch nach seiner Verabschiedung in den Ruhestand im Jahr 2013 freier Mitarbeiter blieb.

## Veröffentlichungen (Auswahl)
Als Herausgeber:
- mit  Paul Kielholz: Problems of psychiatry in general practice: neurasthenia, obsessive-compulsive disorder, advances in treatment of depression, teaching and training of the GP.  Hogrefe & Huber, Seattle 1993.
- Antidepressiva – Eigenschaften, Indikationen und praktische Anwendung. Thieme, Stuttgart/New York 1999.
- mit Karl Mann und Hans Rommelspacher: Lehrbuch der Suchterkrankungen. Thieme, Stuttgart/New York 1999.
- mit Siegfried Kasper, Michael Linden: Psychiatrie und Psychotherapie. 2. Auflage. Springer, Wien/New York 2003.